# Quinto Minucio Termo (console 193 a.C.)
Quinto Minucio Termo (latino:Quintus Minucius Thermus) (... – 188 a.C.) è stato un politico e generale romano.

## Biografia
Nel 202 a.C. Minucio Termo fu agli ordini di Scipione come tribuno militare nella campagna d'Africa; successivamente, nel 201 a.C., fu tribuno della plebe e nel 197 a.C. fu edile curule nonché nominato  triumvir coloniis deducendis per la fondazione di sei nuove colonie lungo le coste italiane.
L'anno seguente (196 a.C.) fu pretore e gli venne affidata la provincia della Spagna Citeriore; riuscì a consolidare le posizioni romane nella penisola iberica, tanto che al suo ritorno a Roma gli fu tributato il trionfo (195 a.C.).
Nel 193 a.C. fu eletto console con Lucio Cornelio Merula e gli fu affidata la Liguria come provincia, dove era scoppiata una insurrezione generale.
Portò a Pisa il suo quartier generale e continuò la guerra con vigore, ma, poiché si trovava in inferiorità numerica, fu costretto a rimanere sulla difensiva e durante la campagna si trovò per ben due volte in grande pericolo.
L'anno seguente (192 a.C.) il suo imperium fu prolungato e, dopo aver ricevuto rinforzi, fu in grado di prendere l'offensiva e di ottenere una vittoria decisiva contro i Liguri. L'anno successivo il suo imperium fu ulteriormente esteso e sconfisse nuovamente i Liguri, che di notte avevano compiuto un attacco inatteso contro l'accampamento romano. Nel luogo di una vittoriosa battaglia contro i Liguri Apuani, fu fondato un borgo fortificato a guardia di un canion naturale tra Garfagnana e Lunigiana, che venne a lui dedicato con il nome di Minucciano, attuale comune nella provincia di Lucca.
Rientrato a Roma nel 190 a.C., chiese il trionfo per le vittorie ottenute, ma gli fu negato, principalmente a causa dell'opposizione di Catone, che pronunciò due discorsi per motivare la sua opposizione (Decem hominibus e De falsis pugnis). In definitiva, Catone accusava Termo ingiustamente di aver ucciso dieci uomini liberi in Liguria, di aver inventato false battaglie e di aver esagerato il numero di nemici uccisi.
Nel 189 a.C. servì sotto Lucio Cornelio Scipione Asiatico nella guerra contro Antioco III. Morì l'anno seguente (188 a.C.) mentre operava agli ordini di Gneo Manlio Vulsone nella guerra contro i Galati.